# Åhus
Åhus est une localité suédoise de la commune de Kristianstad en Scanie dans le sud de la Suède. 9 423 personnes vivent dans cette agglomération. Elle est située sur la mer Baltique et est la ville d'origine de la célèbre marque de vodka, Absolut.

## Liens externes

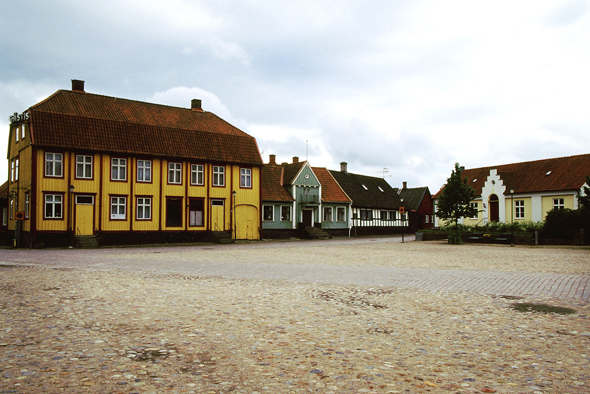
Åhustorget (Place d'Åhus)